# Ryszpak
Ryszpak – narzędzie używane w leśnictwie i drzewnictwie do znaczenia mechanicznego granic sekcji, kłód, wyrzynków itp na drewnie, ewentualnie nanoszenia oznakowań na drzewach stojących. Na ogół składa się z drewnianej bądź plastikowej rękojeści z metalowym kabłąkiem, którego zadaniem jest ochrona palców przed skaleczeniem  podczas pracy, oraz ostrza w typie żłobika do żywicowania.